# Адам Мітчелл (персонаж)
Адам Мітчелл — вигаданий персонаж британського науково-фантастичного телевізійного серіалу Доктор Хто, зіграний Бруно Ленглі. Адама було введено у першому сезоні відновленої програми як другого телевізійного супутника Дев'ятого Доктора (Крістофер Екклстон). Однак, на відміну від основного супутника Дев'ятого Доктора, Роуз Тайлер (Біллі Пайпер), яка була ефективним людським протиставленням столітньому прибульцю Доктору, Адама було створено як приклад невмілого мандрівника в часі.
Персонажа було введено як хлопчика-генія з 2012 року, що привернув увагу супутника Доктора у мандрах Роуз після того, як вона та Доктор зустріли його на його робочому місці. Попри готовність Роуз узяти Адама як попутника, Доктор був скептичним. Після спроби Адама використати інформацію з майбутнього для його власної вигоди він викинув Адама зі своєї машини часу TARDIS. Це було першим прикладом того, що Доктор змусив супутника піти через погану поведінку.
Адама було створено протягом початкового підйому виконавчого продюсера Рассела Девіса на BBC як частину його плану з відродження Доктора Хто для каналу. Попри його ухвалення ще на етапі планування серій, Адам завжди розглядався як короткостроковий персонаж. Хоча оглядачі загалом відреагували негативно на персонажа, роль Адама як контраст дійового супутника було похвалено поряд з уроками моралі стосовно його відходу.

## Появи
Адам уперше з'явився в епізоді першого сезону «Далек» як молодий дослідник на службі у Генрі ван Статтена (Корі Джонсон), власника музею позаземних артефактів у підземному бункері в Юті. Адам згадує, що він геній, який успішно вдерся до комп'ютерів Міністерства оборони США, коли йому було вісім. Він швидко сформував взаємостосунки з супутницею Доктора Роуз Тайлер (Біллі Пайпер) і розповів їй про своє бажання побачити зорі. Коли живому далеку вдалося вирватися на волю та пробивати собі шлях крізь базу, Адамові довелося тікати разом із Роуз. Наприкінці епізоду, коли музей ван Статтена закрили, Роуз попросила Доктора (Крістофер Екклстон) взяти Адама з ними у TARDIS. Доктор уперся, але Роуз зрештою вмовила його дозволити Адамові попрямувати за ними в TARDIS.
У наступному епізоді, «Довготривалій грі», Доктор, Роуз та Адам прибувають на космічну станцію в 200000 році, й Адама опановує культурний шок. Спокушений багатством інформації та технологій, доступних йому, він отримує провідний порт комп'ютерного інтерфейсу, що активується клацанням пальців і, встановлений йому до голови, дає доступ до комп'ютерної системи майбутнього. Він намагається передати інформацію назад, на Землю XXI століття, використовуючи модифікований мобільний телефон Роуз, але зазнає зворотного удару, коли лиходій, що керує станцією, намагається дістати дані про Доктора безпосередньо з мозку Адама. Як покарання за порушення довіри, Доктор повертає Адама додому попри його благання та знищує його автовідповідач. Коли мати Адама (Джуді Голт) повертається додому, вона шокована та налякана після ненавмисної активації імплантату, встановленого в його на чолі.
У коміксі В'язні Часу, випущеному до 50-ї річниці, Адам є головним антагоністом. Після смерті матері він дістає маніпулятор виру та збирається викрасти супутників Доктора задля помсти через те, що Доктор завадив йому отримати технологію, що могла врятувати її, відстежуючи всіх одинадцяти Докторів і викрадаючи їх супутників із різних точок їхніх життів. Наприкінці історії виявляється, що Адам уклав угоду з колишньою версією Майстра, адже вони обидва протистояли Одинадцятому Докторові, Адам пропонує пощадити одного з супутників за вибором Доктора, вбивши інших. Однак, Доктор відповідає Адамові тим самим, викликаючи минулі втілення на допомогу, а також організовуючи захоплення Фробішера, замаскованого під Пері, та дозволивши йому втекти та зіпсувати Адамове обладнання. Коли Майстер розкриває свої справжні наміри спрямування хрональної енергії крізь TARDIS для знищення всесвіту, Адам отримує унікальну можливість спокути шляхом жертвопринесення задля знищення Майстрового обладнання. Протягом останніх секунд він мириться з Дев'ятим, Десятим, Одинадцятим Докторами та супутницею Роуз Тайлер і визнає себе «істинним супутником» на власній могилі, отримуючи посмертне схвалення одинадцяти Докторів і їх супутників.

## Концептуальна історія

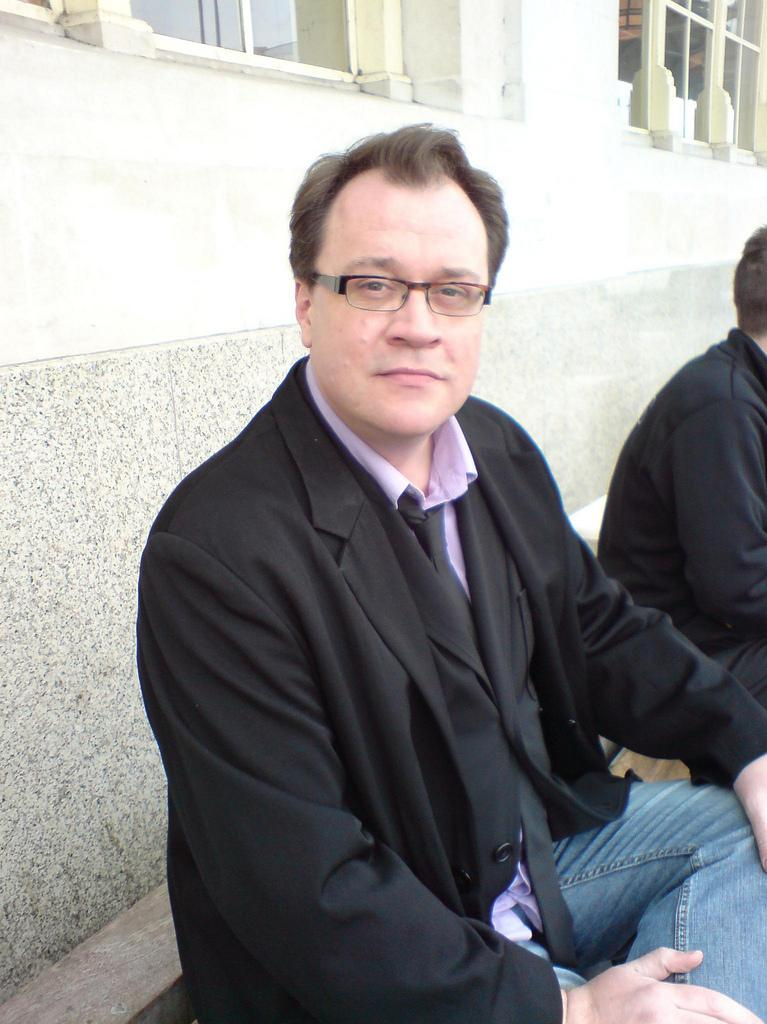
Виконавчий продюсер (на фото) навмисно створив Адама невмілим супутником.

Персонаж Адама Мітчелла вперше зародився разом з Генрі ван Статтеном на представленні Рассела Девіса BBC 2003 року в історії, значною мірою заснованій на аудіокнизі Роберта Ширмана Джубілі, яка згодом сформувала основу епізоду «Далек». Виробнича бригада завжди прагнула приєднати Адама до TARDIS після появи в Роуз симпатії до нього. Для виконання цієї ролі було обрано Ленглі переважно завдяки його ролі Тодда Грімшоу в «Вулиці коронації». Він прослуховувався на цю роль у день поширення новини про його залишення Coronation Street. Реакцію Ленглі на його кастинг можна описати як «Я не міг попросити кращої наступної ролі, адже Доктор Хто також чудове товариство». Ленглі описує Адама як «трохи всезнайку» та пояснює тяжіння його персонажа до Роуз тим, що «вона дуже вродлива, а Адам протягом тривалого часу не бачив жодної дівчини».
Починаючи з 1963 року, постійні супутники у Докторі Хто в цілому слугували нагадуванням Докторові його «морального обов'язку». Але Адам ніколи не прагнув бути довготривалим супутником. У позаекранній книзі Доктор Хто: The Inside Story Девіс пояснює, що він «завжди хотів зробити шоу з кимось, хто був би дурним супутником» і називає Адама «супутником, який не міг». В епізоді Доктор Хто: Конфіденційно він характеризує Адама як «трохи честолюбного» та «трохи занадто розумного для його власного блага». Ленглі додав, що персонаж скінчив «на неправильному боці дороги», оскільки він полюбляв «втручатися» та «думав, що його геній втягне його в халепу». Пояснюючи Адамове падіння, Девіс заявив, що він «не з'ясував, що перейшов межу власного блага до того, як опинився в ситуації спокуси, де знання, інформація та влада стали попереду нього». Девіс відчував, що Адамова історія дає «шанс побачити когось на початку того шляху» до того, як Доктор завадить його амбіціям.
На початку були деякі аспекти персонажа, які було вирізано перед появою на екрані: у ранніх нарисах він був сином Генрі ван Статтена. У коментарях на DVD до «Довготривалої гри» режисер Браян Грант і актор Бруно Ленглі обговорювали Адамові сценарні мотиви повернути знання медицини майбутнього, щоб вилікувати його батька, який страждає від слабкого здоров'я, хоча даний мотив не залишився у фінальному епізоді. Для просування персонажа протягом тижня прем'єрного показу «Довготривалої гри», суміжний вебсайт «Хто такий Доктор Хто?» анонсував, що «14-річний Адам Мітчел з Ноттінгема» переміг на змаганнях, організованих ван Статтеном минулого тижня. Адамове переможне есе на тему «Чому я хочу зустріти прибульця» згадувало бажання отримати від них провідні технології з поясненням «Я не вважаю це шахрайством, справді. Це просто короткий шлях».

## Критика
Дек Хоган із Digital Spy негативно відреагував на введення Адама у «Далеку», заявивши, що він «справді не бачив, де б Тодд Грімшоу перевершив би Коррі». Він пропонував, що цікавіше було б, якби в епізоді натомість грала екранна мати Ленглі з «Вулиці коронації». Ян Гайланд із Sunday Mirror також незлюбив введення Адама, описуючи «введення щенячої любовної лінії між Роуз і милим англійським хлопчиком» як «дуже-дуже дратівливе». SFX (журнал) прокоментував схожість між введенням Адама в майбутнє та Роуз у «Кінці світу», заявивши, що «це явно було навмисною паралеллю з боку Рассела як частина його плану протиставити та порівняти реакції Роуз і Адама». Оглядач із їхнього вебсайту відзначив, що Адамова «легка комедійність» помічає його як непридатного мандрівника. Марк Едвард Ді-Пауло з Університету Оклахоми зазначив, що роль Адама у «Довготривалій грі» полягає в забезпеченні сатири в шоу та функціонуванні як «осуд тих, хто не може зупинити занурення себе в телебачення, Інтернет, iPod та інші беззупинні мовники того, що Доктор називає «марною інформацією»». Фрейзер Макалпін, оглядаючи появи Адама як супутника для блогу Anglophenia BBC America, описує його як «боягузливо неспокійного» та «кар'єриста». В силу власних невдач Адам стає «супутником, котрий доводить цінність усіх інших супутників».
Den of Geek про персонаж Адама
У своїй книзі Хто є Доктор Грем Берк і Роберт Сміт описують Адама у «Далеку» як «дещо дратівливого». Берк ставиться до нього у «Довготривалій грі» як до «зарозумілого та самозакоханого», що зробило появу Роуз трохи наполегливою на тому, щоб він мандрував із ними, але впевнений, що Ленглі виконав «чудову роботу», передаючи недоліки персонажа. Він заявив, що «ганьбою» було вилучення передісторії Адамових мотивів зі сценарію, адже це зробило б його персонажа правдоподібнішим. Вони виявили логічну ваду в рішенні Доктора висадити Адама, як можливість, що дехто може отримати технології майбутнього. Оглядач Radio Times Патрік Малкерн дав позитивний огляд Адама, описуючи персонажа як «самовпевненого, але симпатичного», а його вихід «літературно точним». Він прокоментував, що Адам «додає цікаву динаміку, трохи відрізняється» від Міккі Сміта та капітана Джека Гаркнесса, які також працювали з Роуз і Дев'ятим Доктором. Замість загрози стосункам Доктора й Роуз Адам «слугує їх зміцненню». 2010 року Марк Гаррісон із Den of Geek включив вихід персонажу з TARDIS до десятки найвеличніших прощальних сцен із супутниками, заявивши, що це було «чудово для отримання уявлення про Доктора безпосередньо з вигнання когось». Він відчував, що персонаж «викреслив ефектність», намагаючись украсти технології майбутнього та те, що його доля є прикладом поетичної справедливості. Чарлі Джейн Андерс також похвалила концепцію історії Адама, наголосивши, що його відхід є одним із семи найдепресивніших серед відходів супутників у історії Доктора Хто. Вона відчувала, що мати «супутника, якого вигнали за неуспішність» було однією з «найрозумніших ідей» Девіса як виконавчого продюсера серіалу, а також те, що людські недоліки Адама зробили його пов'язуваним. 2010 року читачі Radio Times дали Адамові 45-е місце у списку найпопулярніших супутників із 48.